# Ptačí
Ptačí (německy Vogeldorf) je zaniklá vesnice v Krušných horách. Stávala na úbočích Ptačí hory severovýchodně od Krásné Lípy v okrese Sokolov. Zanikla vysídlením po roce 1945. Do katastrálního území Ptačí zasahuje část ptačí oblasti Západní Krušné hory.

## Název

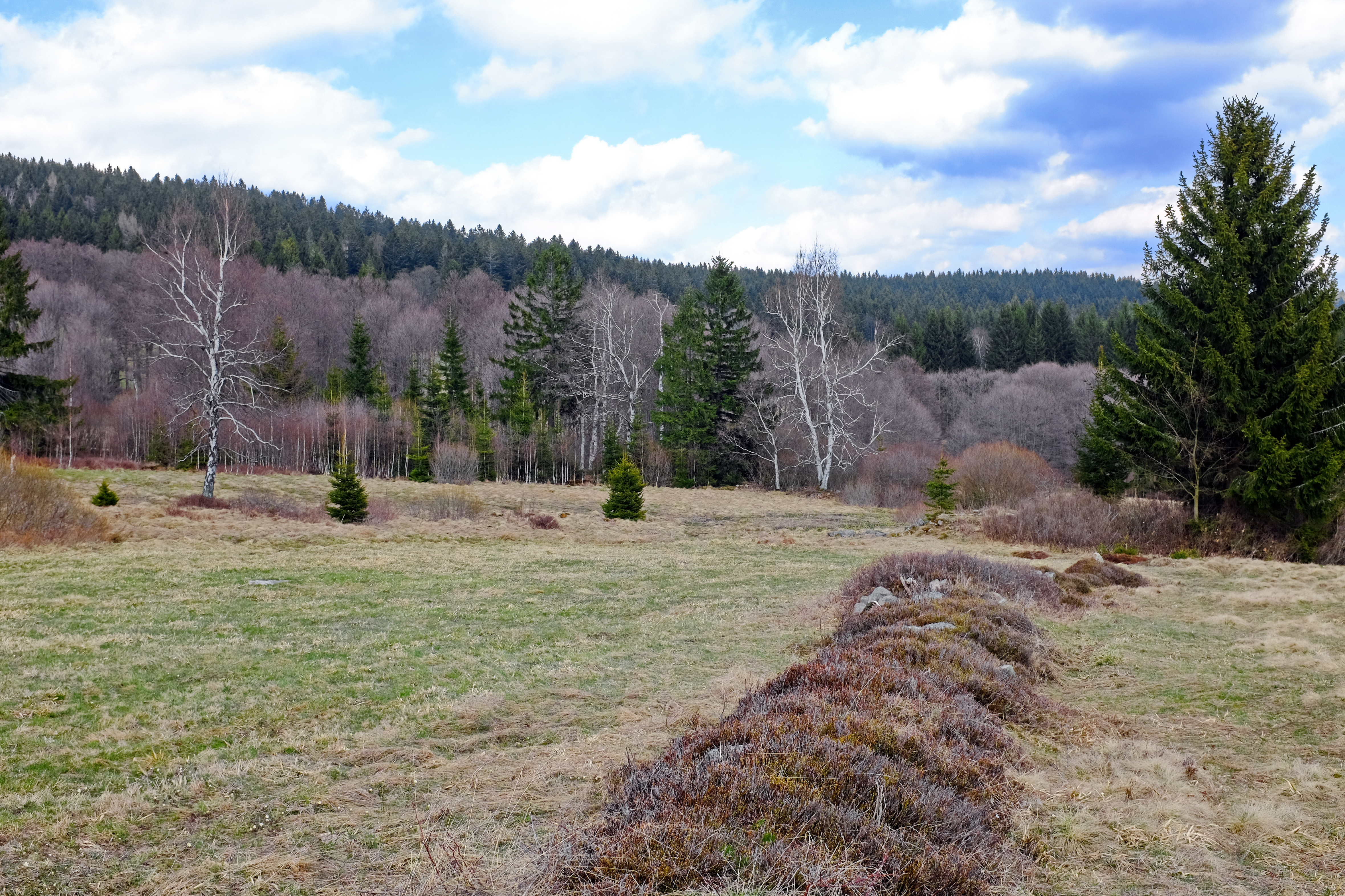
Kamenné snosy oddělující bývalé pozemky

Německý název Vogeldorf byl odvozen od častého lovu ptactva, který byl v místech vesnice provozován. V historických pramenech se objevuje ve tvarech: Fogeldorf (1654) a Vogeldorf (1785).

## Historie
První písemná zmínka o vesnici pochází z roku 1654. Až do roku 1850 bylo Ptačí součástí nosticovského panství Jindřichovice. Roku 1850 se stalo samostatnou obcí. Vesnice zanikla vysídlením po roce 1945 a zůstalo po ní katastrální území Ptačí s rozlohou 4,39 km². Na snímcích z leteckého snímkování z roku 1952 je vidět již jen šest domů a devět základových ploch bývalých domů. V krajině se zachoval dosud patrný systém kamenných snosů, které oddělovaly jednotlivé pozemky a člení terén do teras na svazích.

## Obyvatelstvo
Při sčítání lidu v roce 1921 zde žilo 364 obyvatel (z toho 185 mužů), z nichž bylo 363 Němců a jeden cizinec. Všichni se hlásili k římskokatolické církvi. Podle sčítání lidu z roku 1930 měla vesnice 365 obyvatel: jednoho Čechoslováka a 364 Němců. I tentokrát všichni byli římskými katolíky.
|           | 1869 | 1880 | 1890 | 1900 | 1910 | 1921 | 1930 |
| --------- | ---- | ---- | ---- | ---- | ---- | ---- | ---- |
| Obyvatelé | 357  | 334  | 308  | 331  | 351  | 364  | 365  |
| Domy      | 44   | 54   | 57   | 60   | 64   | 63   | 76   |